# Matsumoto Makoto
Pour les articles homonymes, voir Makoto.
Matsumoto Makoto est un nom japonais traditionnel ; le nom de famille (ou le nom d'école), Matsumoto, précède donc le prénom (ou le nom d'artiste) Makoto.
Matsumoto Makoto (né le 18 février 1965) est un mathématicien japonais.

## Formation et carrière
Matsumoto obtient son doctorat en 1995 à l'université de Kyoto, où il a également effectué des recherches à l'Institut de recherches pour les sciences mathématiques (RIMS) à partir de 1990. En 2000, il a obtenu un autre doctorat en mathématiques appliquées (ingénierie mathématique) de l'Université de Tokyo. En 1995, il devient maître de conférences et en 1998 professeur assistant à l'Université de Keio, en 1999 à l'Université de Kyushu et en 2000 professeur assistant à l'Université de Kyoto (IHS). En 2002, il devient professeur à l'Université de Hiroshima, sauf pendant une période de 2010 à 2012 en tant que professeur à l'Université de Tokyo.

## Travaux
Il s'intéresse à la combinatoire et à la théorie des graphes, des représentations galoisiennes de l'effet, entre autres, des groupes de tresses sur les courbes , des mapping class groups et des singularités monodromiques, des mapping class groups arithmétiques,  des générateurs pseudo-aléatoires (Mersenne Twister).

## Prix et distinctions
En 1997, il reçoit la médaille Kirkman de l'Institut de combinatoire et ses applications et le prix Takebe pour jeunes mathématiciens de la Société mathématique du Japon. En 2008, il reçoit le prix JSPS.

## Publications
- Matsumoto Makoto et Takuji Nishimura, Mersenne twister: A 623-dimensionally equidistributed uniform pseudorandom number generator, ACM Trans. dans Modeling and Computer Simulations, 1998.